# Новоалексеевка (Куйбышевский район)
Новоалексеевка  — деревня в Куйбышевском районе Новосибирской области. Входит в состав Горбуновского сельсовета.

## География
Площадь деревни — 40 гектаров.

## История
Основана в 1912 г. как поселок Большой Сасс Верхне-Каинской волости Каинского уезда Томской губернии. В 1926 году состояла из 57 хозяйств, основное население — русские. В составе Константиновского сельсовета Барабинского района Барабинского округа Сибирского края. С 20 января 1936 года в составе Горбуновского сельсовета Куйбышевского района Новосибирской области .

## Население
| 1926 | 2002 | 2007 | 2010 |
| ---- | ---- | ---- | ---- |
| 314  | ↘113 | ↘110 | ↘99  |

## Инфраструктура
В деревне по данным на 2007 год отсутствует социальная инфраструктура.

## Известные уроженцы
- Шубин, Алексей Петрович (1912—1986) — участник Великой Отечественной войны, Герой Советского Союза (19.04.1945).